# Кочетов, Всеволод Анисимович
Все́волод Ани́симович Ко́четов (4 февраля 1912, Новгород — 4 ноября 1973, Переделкино) — советский писатель и журналист, военный корреспондент. Член ВКП(б) с 1944 года. Кавалер двух орденов Ленина (1962, 1967). Член Центральной ревизионной комиссии КПСС. В 1953—1955 годах — секретарь Ленинградского отделения Союза писателей.

## Биография и творчество

### Происхождение
Родился 22 января (4 февраля) 1912 года в Новгороде в крестьянской семье. В 1927 году переехал в Ленинград, где жил его старший брат. В Ленинграде Всеволод Кочетов окончил в 1931 году сельскохозяйственный техникум, после чего несколько лет работал в деревне агрономом. Также работал на судостроительной верфи.
В 1938 году началась его журналистская работа как корреспондента газеты «Ленинградская правда».
В годы Великой Отечественной войны был на журналистской работе. Направил записку на имя ответственного секретаря «Ленинградской правды» с требованием не скрывать от читателей тяжёлую правду и не засекречивать сведения, «которые отлично известны не только противнику, но и всему населению», после чего был в условиях блокады уволен из редакции (следовательно, лишён продовольственных карточек) и исключён из рядов ВКП(б). С октября 1943 года являлся сотрудником газеты «На страже Родины» Ленинградского фронта. Ещё во время войны был восстановлен в партии.
В послевоенный период занялся писательской деятельностью, начав её с повести «На невских равнинах» (1946), посвящённой событиям Великой Отечественной войны. Жанр произведений — социалистический реализм.

### Роман «Журбины»
Успех Кочетову принёс опубликованный в 1952 году роман «Журбины», посвящённый жизни рабочих судоверфи. Роман был переведён на многие языки (английский — издательством «Foreign Languages Press» в Москве, немецкий — издательством ГДР «Aufbau-Verlag» в Берлине, китайский) и неоднократно переиздавался. Роман «Журбины» привёл в пример другим писатель Михаил Шолохов, выступая на XX съезде КПСС: «Кто из писателей вошёл как друг и близкий человек в какую-нибудь рабочую семью или семью инженера, новатора производства, партийного работника завода? Считанные единицы. Иначе Журбиных открыли бы в Москве значительно раньше, чем Кочетов в Ленинграде».

### Деятельность во главе Ленинградской писательской организации
На волне успеха «Журбиных» Кочетов стал ответственным секретарём правления Ленинградской писательской организации (ЛО) и полтора года им был — с февраля 1953 до декабря 1954 года. В ЛО Союза советских писателей (ССП) Кочетов стал бороться с некоторыми ленинградскими писателями. С 1954 года стал членом правления Союза писателей СССР.
Так, на закрытом партийном собрании ЛО ССП 25 мая 1954 года прорабатывали Зощенко в связи с его «ошибочным» выступлением на встрече с английскими студентами 5 мая 1954 года. На собрании партийной организации ЛО ССП 7 июля 1954 года Кочетов снова критиковал Зощенко: «На деле Зощенко оказался узколобым кустарём-индивидуалистом, а не коммунистически мыслящим писателем: об этом говорит обывательская мелкота его личной „обиды“, отсутствие осознания главного — своей огромной вины перед Родиной».
В статье «Какие это времена?» («Правда», 27 мая 1954 г.) Кочетов подверг критике новый роман ленинградской писательницы В. Ф. Пановой «Времена года» как явление «мещанской литературы», доказывающее «всю порочность объективистского и натуралистического подхода писателя к изображению жизни»; роман Пановой лежит «вне нашего времени», а сама Панова обвинялась в «абстрактном гуманизме». Панова вынуждена была жаловаться Хрущёву на «несправедливую критику». Эта отрицательная разгромная рецензия на роман Веры Пановой, пользовавшейся в Ленинградской писательской организации большим уважением, по-видимому, стала для Кочетова началом конца его ленинградского периода.
15 июня 1954 года на общем собрании писателей ЛО ССП против Кочетова выступила В. Кетлинская за «уничтожающие и уязвляющие намёки и шпильки». Кетлинская также обвинила Кочетова в том, что «Всеволод Анисимович сдал в редакцию „Звезды“ роман, в котором, как в кривом зеркале, очень недоброжелательно изображается целый ряд писателей из нашей организации» (Молодость с нами // Звезда. 1954. № 9-11).
На трёхдневном отчётно-выборном собрании ЛО ССП 6—8 декабря 1954 года Кочетов подверг резкой критике попытки некоторых литераторов ликвидировать творческие секции ССП и всю творческую работу Союза перенести на так называемые производственные площадки. Эти проекты, как показал докладчик, рассчитаны на ликвидацию единого Союза советских писателей и возрождение групповщины, от которой 20 лет назад партия помогла писателям избавиться. «Лишённый творческих секций, — говорил Кочетов, — Союз действительно превратится в литературный департамент; который не в силах будет влиять на монополистические группки при издательствах и журналах… Мы знаем, к чему пришло дело на „производственной площадке“ журнала „Октябрь“ из-за того, что т. Панфёров творческую работу оторвал от Союза. Мы знаем и другой пример, пример того, как на „производственной площадке“ журнала „Новый мир“ возникла и стала активно осуществляться идея пересмотра основных принципов развития нашей советской литературы».
В результате на этом собрании Кочетов не был переизбран в правление ЛО ССП — не прошёл по числу голосов. Это произошло вследствие недоброжелательного отношения к В. Кочетову со стороны части писателей, не согласных с его статьёй в «Правде» о романе В. Пановой «Времена года». Это был очень большой скандал, ЦК КПСС был в тупике, не знали, что делать, но устроить перевыборы не решились. Кочетов был вынужден уехать в Москву, после чего в Ленинграде появилось написанное поэтом Н. Л. Брауном четверостишие:
На свете есть литературный дядя,
Я имени его не назову.
Все говорят, был праздник в Ленинграде,
Когда его перевезли в Москву.

### Деятельность в Москве
С 1955 года Кочетов проживал в Москве, в 1955 году назначен (по протекции Суслова) главным редактором «Литературной газеты» (работал на этой должности до 1959 года).
В 1956—1966 годах был членом ЦРК КПСС. 
Современники Кочетова отмечали, что он не был зазнавшимся бюрократом и свои административные возможности партийного деятеля часто применял для помощи нуждающимся писателям, помогая им материально (в том числе, как утверждает И. Поплавская, помог В. М. Шукшину с получением московской прописки и квартиры). Помощник Кочетова, ответссекретарь редакции «Октября» Юрий Идашкин отмечает цельность личности Кочетова, искренность убеждений, честность и порядочность в общественных и личных конфликтах, прямоту и независимость суждений. Кочетов отказался от спецпайка и демонстративно ездил на собственной машине, предоставляя служебный автомобиль для нужд редакции и журнала.
Венгерское восстание 1956 года Кочетов оценил резко отрицательно: «Они повесят нас на фонарях». Кочетов подписал открытое письмо советских писателей «Видеть всю правду!». Этот документ отражал полемику с французскими писателями, протестовавшими против советского вторжения. Советские писатели доказывали правомерность подавления венгерского восстания.
Весной 1957 года «Литературная газета», редактором которой был Кочетов, опубликовала серию статей с критикой нового либерального альманаха «Литературная Москва». 13 мая 1957 года по просьбе Кочетова его лично принял Хрущёв. Кочетов жаловался Хрущёву на авторов и редакцию альманаха (Алигер, Дудинцев и др.): «За последние годы положение в литературе складывается просто, я бы сказал, трагически. Это волнует нас, писателей-коммунистов, Ходят слухи по поводу позиции в отношении к литературе. Якобы не надо ЦК вмешиваться в писательские дела. Они деморализуют и тормозят работу писателей. Подавляющее большинство писателей стоит на правильных позициях. Только какая-то кучка, до крайности активная, создаёт видимость массовости протеста против партийности литературы и умелыми, объединяющими действиями создаёт угрожающее положение в писательской организации. Она за размагничивание нашей литературы». 
Позже в тот же день Хрущёв беседовал с другими литераторами и критиковал альманах за «порочные в идейном отношении произведения и статьи». В результате выпуск альманаха был прекращён, но никаких санкций к участникам не последовало.
Весной 1959 года Кочетова сняли с должности главного редактора «Литературной газеты» и заменили её руководство. Секретари ЦК хотели от нового руководства «Литературки», чтобы с газетой возобновили сотрудничество все крупные мастера, которые до этого не хотели иметь никаких дел с Кочетовым (Твардовский, Эренбург, Паустовский и др.)
С 1961 года, опять по инициативе Суслова, Кочетов назначен главным редактором журнала «Октябрь».

### Роман «Братья Ершовы»
Роман «Братья Ершовы» (1958), в котором Кочетов осуждает явления «оттепели», и задуманный как антитеза роману В. Д. Дудинцева «Не хлебом единым», вызвал острую писательскую дискуссию.
В «Записке» Отдела культуры ЦК КПСС о дискуссии на страницах печати о романе Вс. А. Кочетова «Братья Ершовы» (Нева. 1958. № 6—7) от 6 сентября 1958 года говорилось о том, что о романе «высказываются противоположные суждения», М. Соколов, М. Алексеев, В. Друзин, Г. Марков, В. Сытин, М. Гус, А. Васильев «высоко оценивают роман В. Кочетова как произведение остропроблемное, актуальное, написанное с правильных партийных позиций, другие литераторы считают его идейно ошибочным, политически вредным» (Сурков, Симонов, Погодин, Штейн, Овечкин, Твардовский же назвал роман Кочетова «разбойным явлением в литературе», Б. Лавренёв обвинил Вс. Кочетова в «невежественном и мещанском взгляде на драматургию», выступили критики и литературоведы Дементьев, Озеров, Сучков, Книпович, Чичеров).
Михаил Шолохов дал высокую оценку роману «Братья Ершовы»: «Я бы так о рабочем классе не смог написать». Положительные рецензии о «Братьях Ершовых» написали И. Денисова — «Революция продолжается» (Комсомольская правда. 1958. 10 августа), А. Эльяшевич — «Ершовы и Орлеанцев» (Ленинградская правда. 1958. 9 августа), М. Алексеев — «Братья Ершовы ведут бой» (Литература и жизнь. 1958. 3 сентября).
«Отдел культуры ЦК КПСС считает, что в романе В. Кочетова созданы яркие и впечатляющие образы кадровых рабочих — гвардии рабочего класса, составляющей главную цементирующую силу советского общества. Заслуживает поддержки и направленность романа, бичующего приспособленцев и демагогов, обращённого против неверных, ревизионистских тенденций, проявившихся в нашем искусстве за последние годы. Однако в изображении интеллигенции В. Кочетов допускает явную односторонность…».
Юрий Жданов отметил в «Литературной газете», что «Роман „Братья Ершовы“ является ответом художника-большевика некоторым литераторам, работникам искусства, которые дрогнули в обстановке сложной борьбы против буржуазной идеологии, стали жертвами и носителями хмурых, „оттепельных“ настроений, ревизионистских шатаний».
Итог дискуссии подвела 25 сентября газета «Правда», опубликовав статью, треть которой была отведена критике, а две трети — похвалам. Автор «правдинской» статьи, несколько изумлённый количеством ревизионистов в этом романе, сдержанно указал Кочетову, что на самом деле соответствующие «настроения» затронули значительно меньший круг творческих работников, чем это показано в романе.
На выход статьи В. Михайлова откликнулась «Нью-Йорк таймс», внимательно следившая за Кочетовым, — анонимный автор подчеркнул позитивное отношение органа ЦК КПСС к роману Кочетова: «Коммунистическая партия нашла книгу, которая ей понравилась, — „Братья Ершовы“ Всеволода Кочетова. „Правда“, партийная газета, опубликовала статью, которая рекомендует новый роман правоверным. Утверждённая партией книга рассматривается как ответ Москвы на „Не хлебом единым“».

### Роман «Секретарь обкома»
Роман Кочетова «Секретарь обкома» (1959—1961) посвящён критике так называемого «Рязанского чуда» — экономической аферы, связанной с перевыполнением плана поставок мяса и молока в Рязанской области. В романе показано соперничество честного секретаря Старгородского обкома (подразумевается Вологодская область) Денисова и секретаря Высокогорского обкома, карьериста и очковтирателя Артамонова (Рязанская область). Под фамилией Птушков был показан поэт Евгений Евтушенко.
Оппоненты Кочетова (в том числе Твардовский) также подозревали, что под фамилией Денисова Кочетов вывел Фрола Козлова, что вызвало ожесточённый спор о романе.
В первом номере журнала «Новый мир» за 1962 год была опубликована статья А. Марьямова «Снаряжение в походе» о романе Вс. Кочетова «Секретарь обкома», в которой остро критиковались устаревшие принципы украшательства жизни. В ответ на это «Литературная газета» взяла роман под защиту («Недопустимые приёмы» // «Литературная газета», 1962, 19 января).
17 января 1962 года в отделе культуры ЦК КПСС подготовили записку: «в связи с пленумом Союза писателей и дискуссией вокруг романа В. Кочетова „Секретарь обкома“ обстановка в писательской среде заметно обострилась. В этих условиях необходимо, чтобы по принципиальным литературно-политическим вопросам согласованно выступали видные литераторы, избранные в руководящие органы партии. Поскольку, однако, между ними нет необходимого взаимопонимания, было бы чрезвычайно важным для дела провести беседу в ЦК КПСС с писателями — членами ЦК КПСС, кандидатами в члены ЦК КПСС и членами ревизионной комиссии». 20 января 1962 года заведующий Отделом культуры ЦК КПСС Дмитрий Поликарпов представил в ЦК КПСС письмо: «Считаю необходимым доложить ЦК КПСС о нездоровом характере полемики, возникшей вокруг романа В. Кочетова „Секретарь обкома“. Роман этот, написанный на актуальную современную тему, но не свободный от серьёзных недостатков, получает в критике прямо противоположные, взаимоисключающие оценки. В то время как одни органы печати (газеты „Литература и жизнь“, „Комсомольская правда“, „Вечерняя Москва“) безоговорочно поддерживают роман, другие („Литературная газета“, „Новый мир“) начисто отвергают роман, рассматривают его как беспомощное в художественном отношении и политически ошибочное произведение».

### Полемика с журналом «Новый мир»
В начале 1960-х шла бурная полемика между журналами «Новый мир» и «Октябрь», между их редакторами А. Твардовским и В. Кочетовым о правде жизни и правде искусства, о реализме и социалистическом реализме, о новаторстве и псевдоноваторстве. Вс. Кочетов в статье «Не всё так просто» (Октябрь. 1963. № 11) резко критиковал «Новый мир» и А. Твардовского за противопоставление общечеловеческих ценностей ценностям социалистического реализма, намекая, что в общечеловеческих ценностях проглядывает и кулацкая идеология. По мнению Кочетова «Новый мир» «вредит молодым умам, отравляя их душу нигилистическим ядом, ядом критиканства, снобизма, мелкотравчатости, заурядности».
На XXII съезде КПСС Кочетов обвинил руководство Союза писателей СССР в «утрате боеспособности», «забвении главных вопросов нашей идейно-творческой жизни» и потребовал его «переформирования». Выступление Вс. Кочетова в «Правде» только упомянули, а это тоже была своего рода удача в литературном противостоянии. Выступление Кочетова было опубликовано в «Правде» 31 октября 1961 года. В апреле 1962 года Твардовский вспоминал, что в зале XXII съезда над Кочетовым издевательски смеялись и кричали «Долой!», а в газетных отчётах это было изображено как «смех в зале» и «оживление в зале».
26 ноября 1962 года при обсуждении в редакции «Нового мира» рассказа А. И. Солженицына «Случай на станции Кочетовка» (это реально существующая станция в Тамбовской области, где произошёл описанный в рассказе случай) главный редактор А. Т. Твардовский настоял на переименовании произведения. Рассказ стал называться «Случай на станции Кречетовка», чтобы избежать ненужных ассоциаций с фамилией редактора «Октября».

### Критика советских кинофильмов
В 1962 году возглавляемый Кочетовым журнал «Октябрь» занялся кинематографом. В каждом номере публиковалась критика какого-то «оттепельного» фильма — «Мир входящему», «Неотправленное письмо», «Летят журавли», «А если это любовь?», «Девять дней одного года», а также критика итальянского неореализма.
В ноябре 1962 года кинорежиссёр М. И. Ромм выступил на конференции Института истории искусств в ВТО на тему «Традиции и новаторство в искусстве социалистического реализма» с жёсткой критикой по адресу писателей Н. Грибачёва, А. Софронова и В. Кочетова: «…Кочетов, Софронов, Грибачёв и им подобные возглавляют ныне журналы и газеты и совершают диверсии на всё передовое, на всё новое, что появляется в советской кинематографии. По-моему, это компания хулиганов, которая ведёт непартийную линию, которая резко противоречит установкам нашей партии». Текст выступления Ромма стал ходить по рукам в самиздате: «Когда Михаил Ромм высказал вдруг на одной из закрытых дискуссий всё, что он думает о мракобесе Кочетове, только что назначенном ЦК партии редактором журнала „Октябрь“, более того — разъяснил без эвфемизмов „фашистский“ смысл литературных погромов, — речь Ромма разошлась по России, наверное, большим тиражом, чем газета „Правда“».
Узнав об этом выступлении Ромма, Грибачёв, Софронов и Кочетов 8—10 декабря 1962 года обратились с письмом в ЦК КПСС с просьбой разобраться с обвинениями в их адрес. Ромма просили принести извинения, но ошибок он не признал: «Признал резкость формы, а по содержанию привёл множество доказательств того, что я был прав в отношении Кочетова, и Грибачева, и Софронова… Я рассматривал Кочетова и Грибачева и говорил о них как о писателях определённой ориентации, которую я считаю глубочайшим образом неверной, вредной, уходящей корнями во времена культа личности и потому особенно неприемлемой сегодня».
7—8 марта 1963 года в Кремле, в Свердловском зале состоялась встреча руководителей партии и правительства с деятелями литературы и искусства. По мнению Ромма, там «рубали на куски так всё инакомыслящее», и от него ждали покаянного выступления, но Ромм начал заступаться за картину Хуциева «Застава Ильича» и Союз работников кинематографа. Кочетов на встрече указал на недостатки советской литературы: 
Нашу литературу на Западе никто не знает. Знают имена Евтушенко и Вознесенского, стихов их не знают, знают только, что вокруг них происходит. У них надежда, не сокрушат ли они советскую власть… Вот посмотрите, в „Новом мире“ напечатана „замечательная штука“ под названием „Вологодская свадьба“. Когда её читаешь, просто жуть берёт, там одни пьянки, дураки, идиотизм…
 Хрущёв и эти его слова пропустил мимо ушей, Кочетов окончательно расстроился, скомкал конец выступления и покинул трибуну.
В связи с этой встречей Юлий Ким написал 8 марта 1963 г. куплеты, о которых вспоминает Борис Стругацкий: 
Из всех магнитофонов, во всех интеллигентских кухнях звенели его [Кима] куплеты, исполняемые нарочито приторным и даже ласковым голоском:
Ах, какое времечко! Не времечко – мечта!
Как раскукарекались повсюду кочета!
Ведь такого пения, какое на дворе,
Я не слышал даже в октябре!

(Под кочетами здесь подразумеваются, безусловно, соратники и сподвижники В. Кочетова, тогдашнего главного редактора махрового просталинского журнала «Октябрь», отъявленного сталиниста, антисемита и мракобеса, которого даже начальству приходилось время от времени одёргивать, дабы сохранить приличия «в глазах международного рабочего движения».).

### Продолжение идеологической борьбы
В феврале 1964 года Кочетов пригласил для беседы в Союзе Писателей итальянского слависта Витторио Страду. Дело в том, что ранее Страда иронически критиковал роман Кочетова «Секретарь обкома» в рецензии для газеты L’Unità, и Кочетов пожелал встретиться с молодым итальянским коммунистом. По воспоминаниям Страды «встреча прошла вполне корректно», а Кочетов отличался от своих коллег, бюрократически надменных и чванливых: он скорее напоминал борца за советскую коммунистическую идею и считал себя таковым.
В 1963—1964 годах Кочетова хвалили китайские критики, говоря, что он — почти единственный революционный писатель в настоящее время. По оценке американских советологов, эта похвала оказалась «поцелуем смерти», подорвавшим позиции Кочетова в СССР. В этом контексте следует понимать формальное дистанцирование «Октября» в редакционной статье № 6 за 1964 г. от «китайских отклонений от курса партийности».
28 марта 1965 года «Правда» атаковала Кочетова и его журнал «Октябрь» за уклон в сталинизм, склонность к огульным осуждениям в оценке новой прозы (Солженицына, Бакланова, Симонова), «тенденциозность и субъективность», за то что в журнальных публикациях часто упрощённо и ложно излагаются позиции других авторов, недостаёт анализа их творческой индивидуальности.
В этот период Кочетов по командировке «Правды» ездил в Ленинград, чтобы собрать материал для очерка о передовых рабочих. Как вспоминает Идашкин, вернулся он мрачный: «Журбиных больше нет. И, может быть, больше не будет…» По мнению Идашкина это не означало потерю Кочетовым веры в нравственную и политическую силу рабочего класса, но потерю веры в политический режим Брежнева—Суслова, который лишил рабочий класс его политической роли.
В период «оттепели» литературный критик Синявский (под псевдонимом Абрам Терц) высмеивал советскую литературу и атаковал Кочетова и Софронова в произведениях «Суд идёт» и «Любимов», опубликованных за рубежом в сборнике «Фантастический мир Абрама Терца» и позднее в самиздате, а также в едкой статье «Что такое социалистический реализм?» В 1966 году после окончания процесса Синявского Кочетов в журнале «Октябрь» поставил имя Синявского в один ряд с нацистским преступником Рудольфом Гессом. Кочетов заявил, что бывший советский критик совершал литературные убийства «во имя продления на земле владычества денежных мешков». Критику А. Синявским поэзии Е. Долматовского Кочетов расценил как диверсию против советской поэзии.
На XXIII съезде КПСС Кочетов потерял своё место члена Центральной ревизионной комиссии — это была реакция на полемику между «Новым миром» и «Октябрём», а возможно, и на «процесс Синявского».
В июле 1966 года Кочетов отправился в командировку в Италию. Среди прочего Кочетов встречался с Витторио Страдой — сначала в Турине, а затем они отдыхали в лигурийской прибрежной деревне Вариготти. Кочетова в командировке сопровождала Ирина Огородникова, переводчица с румынского, сотрудница Иностранной комиссии Союза писателей, и по мнению Страды — сотрудница КГБ. В Вариготти писатели, «разгорячённые водкой», устроили «настоящую баталию, оставив всякую дипломатию». В тот вечер в Вариготти были поставлены точки над i: один отстаивал принцип свободы мысли и независимости суждений, другой даже в подпитии ни на йоту не отступал от линии партии, оставаясь всё время презрительно-холодным. Лицо Кочетова засветилось изнутри, только когда он рассказывал, как пил с генеральным секретарём цейлонской компартии. В конце спора Кочетов воскликнул: «Почему же ваш Тольятти ничего такого не говорил, когда бывал в Москве, а во всём соглашался с нами?» Страда кричал в ответ: «Попомните моё слово: придёт время, и в Россию тоже придёт свобода культуры, слова, наступит плюрализм. Я в этом уверен». Поединок закончился: Кочетов вышел из него ещё большим сталинистом, чем был раньше, уверенный в том, что перед ним враг, а Страда — ещё большим «антисталинистом».
Осенью 1966 года Кочетов напечатал в «Октябре» редакционную статью «Поверх барьера» с обвинением в порочности линии журнала «Юность» Бориса Полевого, приносящей вред идейному воспитанию молодёжи. В ответ Полевой 12 ноября пожаловался в ЦК на "наскоки" Кочетова.

### Роман «Чего же ты хочешь?»
В последнем опубликованном при жизни романе «Чего же ты хочешь?» (осень 1969) В. А. Кочетов выступил против «разложения советского общества западной псевдокультурой и пропагандой». Сам автор в романе выступает под именем писателя Булатова.
Витторио Страда под именем Бенито Спады — протагонист романа — «отрицательный герой», ревизионист, антисоветчик, лжекоммунист и, естественно, в канонах соцреализма, изменник в услужении у американского империализма. Советская жена Страды Клара тоже представлена в романе под именем Леры, «положительная героиня», осознавшая в конце, какую грубую ошибку или грех совершила, выйдя замуж за подлого ревизиониста и покинув советскую родину.
Уже 10 октября 1969 года журнал ИКП «Ринашита» опубликовал реакцию Страды на публикацию первых частей романа. 16 октября 1969 г. в итальянской газете «Стампа» было опубликовано интервью Кочетова. 11 ноября 1969 г. московские корреспонденты «Стампа» отправили в Турин заметку о новом романе Кочетова: он вызвал огромный интерес у итальянских коммунистов в первую очередь из-за гневного осуждения советским писателем итальянского пути к социализму, а в образе Бенито Спады они увидели известного итальянского интеллектуала Витторио Страду.
Разгорелся скандал. Страде звонили журналисты из разных итальянских и иностранных газет, он дал большое интервью заместителю главного редактора «Стампы» Карло Казаленьо, в котором в свою очередь подверг Кочетова критике. По словам Страды, Кочетов вёл себя малодостойным образом: сначала он отрицал знакомство со Страдой, потом, когда был уличён во лжи, заявил, что Страда и антисоветские ревизионисты публикуют в Италии только литературу «оттепели» и что роман «Чего же ты хочешь?» никогда не дойдёт до здорового итальянского читателя (роман позднее был переведён на итальянский язык).
Газета итальянской компартии «Унита» опубликовала серию статей, резко критикующих роман как содержащий «грубые нападки на итальянских коммунистов»: «быть может, главная цель этой книжонки — в дискредитации коммуниста-интеллигента, с которым у Кочетова личные счёты».
9 ноября 1969 года «Унита» опубликовала статью своего московского корреспондента Энцо Роджи «Третья и последняя часть памфлета Кочетова», в которой произведение Кочетова называлось «псевдороманом», содержащим «указание итальянской компартии, как она должна поступать с теми, кто не разделяет взглядов Кочетова»; также Э. Роджи отвергал содержащуюся в романе «клевету на основы стратегии итальянской компартии (итальянский путь к социализму)». 12 ноября 1969 г. «Унита» опубликовала письмо рабочего из Турина Джузеппе Грибаудо (Giuseppe Gribaudo):
Стоит лишь перелистать ряд буржуазных газет, чтобы сразу убедиться в том, что хозяева фабрик и заводов немедленно воспользовались этим Кочетовым для усиления антикоммунистической кампании, для провоцирования раздоров и разногласий, чтобы сделать нашу жизнь ещё более трудной. Но их ждёт разочарование. Кочетову же мы, итальянские коммунисты, должны заявить, что он безответственный человек, ибо помимо вреда, который он наносит нам, он также выступает против политики XX съезда КПСС, которую нынешние руководители СССР стремятся развивать. Газетам, принадлежащим хозяевам заводов, мы ежедневно даём наш ответ — со всё большей силой ведём борьбу за претворение в жизнь линии, начертанной нашей партией — прийти к социализму.
В связи с полемикой вокруг романа, Страда получил открытку из Киева от своего друга, писателя Виктора Некрасова: «Витторио, Кочетов сделал тебя знаменитым! А сам обо…ся».
В числе прочих персонажей Всеволод Кочетов вывел в романе американскую шпионку Порцию Браун, соблазняющую совсем юных советских поэтов (под одним из них подразумевался Андрей Вознесенский). Прототипом Порции Браун стала американская писательница, журналистка, издательница, корреспондент журналов Time и Life, переводчица поэзии В. В. Маяковского и А. А. Вознесенского, приятельница и любовница Альбера Камю, его биограф, третья жена композитора Н. Д. Набокова, фотомодель Патрисия Блейк.
В СССР на роман было написано сразу две пародии: пародия З. С. Паперного «Чего же он кочет?» (автор читал её в редакции «Нового мира» 29.01.1970 в присутствии Твардовского, а в ЦК КПСС её прислал Юрий Андропов. Для самого Паперного эта история завершилась скандальным исключением из КПСС) и С. С. Смирнова «Чего же ты хохочешь?» (в пародии Смирнова упоминается и роман «Братья Ершовы» — под названием «Братья Ежовы»; автор тоже принёс её Твардовскому 02.12.1969).
Шутники звонили и в редакцию «Октября»: 
В самом разгаре скандала вокруг кочетовского романа в редакции «Октября», редактируемого Всеволодом Анисимовичем, наивная девочка-секретарь, поговорив с кем-то по телефону: «В.А.! Звонил ваш читатель, какой-то Пуришкевич. Он вам передаёт привет».

В. А., нужно отдать ему должное, вежливо поблагодарил своего секретаря за «привет от Пуришкевича».

Роман вызвал большой критический отклик в самиздате: 
Вся интеллигенция
Больна повально:
Только и делится
Что его романом.
<…>
Папчонка тощая
Самиздата
От этого Кочетова
Стала пузата:
Тут в разном роде
Критические перлы.
Тут и пародии
Смирнова и Паперного.
Так, Виктор Сокирко в самиздатовской рецензии «Кривое зеркало» отметил сходство идей романа с лозунгами Культурной революции, а положительных героев романа — с хунвейбинами, которых Кочетов — де «вызывает из бутылки».
Леонид Плющ провёл параллель с «Бесами» Достоевского и посвятил свою статью «Наследники Сталина» фрейдистскому анализу романов Кочетова и Шевцова, усмотрев там якобы «исторический инфантилизм», «инфантильный интерес к половому акту и обнажающейся женщине», «нарциссизм и вытекающие из него манию величия и манию преследования», «сексуализированную клевету на движение сопротивления», «сексуальные обвинения, пачканье ими противников при патологической сексуальности самих блюстителей чистоты», «любовь к слову зад, фекалиям и эксгибиционисткам». Некто А. Антипов в своём памфлете «Ему не место в наших рядах» обращал внимание на совпадение по времени исключения Солженицына из Союза писателей с выходом в свет романа Кочетова — «густотёртой смеси казарменной похабщины и политических сальностей».
Рецензия The New York Times отмечала: «Всеволод А. Кочетов, редактор главного консервативного журнала в Советском Союзе, написал новый роман, в котором герои с любовью смотрят назад, в сталинское время, а злодеи — это советские либералы, которые совращены западными идеями и товарами и являются антисталинистами». Роман привлёк внимание и составителей бюллетеня ЦРУ, которые назвали его «букварём консервативных жупелов» (англ. a primer of conservative bugaboos).
По мнению Твардовского роман Кочетова — «Отчётливый призыв к смелым и решительным действиям по выявлению и искоренению „отдельных“, то есть людей из интеллигенции, которые смеют чего-то там размышлять, мечтать о демократии и пр. <…> Это уже никакая не литература, даже не плохая, — это общедоступная примитивно-беллетристическая форма пропаганды подлейших настроений и „идей“ с ведома и одобрения».
По воспоминаниям драматурга Гладкова в БДТ среди артистов шли страшные и бурные споры вокруг романа Кочетова, доходящие до взаимных оскорблений: Басилашвили, Заблудовский, Волков — против романа, Рыжухин, Соловьёв и кто-то ещё — за.
По словам Роя Медведева «роман-донос, роман-пасквиль Кочетова вызвал возмущение среди большинства московской интеллигенции и среди многих коммунистов Запада».
Поскольку в романе, среди прочего, разоблачался фильм «Обыкновенный фашизм» Михаила Ромма, консультант фильма Эрнст Генри организовал осенью 1969 года протест против романа. Эрнст Генри составил обращение в ЦК КПСС на имя Брежнева и собрал под ним подписи 20 представителей интеллигенции (подписались академики Арцимович, Сагдеев, Энгельгардт, Мигдал, Понтекорво, Алиханов, писатели С. С. Смирнов, С. Н. Ростовский, Е. А. Гнедин, старые большевики Полонский и Никифоров).
Кочетов — говорилось в обращении — своим «бездарным» произведением рисует «нечистоплотную карикатуру на советскую молодёжь», «чернит наше общество», пытается «посеять рознь между различными слоями этого общества», «науськивает людей физического труда на советскую интеллигенцию», призывает к «культурной революции» в нашей стране, возвеличивает Сталина, выступает против «нынешней партийной линии», грязнит Итальянскую Компартию, атакует известный антифашистский фильм «Обыкновенный фашизм». Подписанты не призывали запретить роман, но просили партию и советскую печать «высказать своё мнение по поводу подобного произведения»
Письмо академиков попало к «антисталинисту» Демичеву, а тот разослал его для ознакомления секретарям ЦК и членам Политбюро. Случайно узнав о письме, помощник Брежнева Виктор Голиков заступился за Кочетова перед Брежневым:
Можно не сомневаться, что абсолютное большинство авторов, подписавших это письмо, не имеют никакого отношения к его сочинению. Оно сочинено всё той же умелой рукой [Генри], которая сочиняла и письма в защиту Даниэля и Синявского, письма академика Сахарова и многие другие.
За Кочетова также вступился Михаил Шолохов в своём письме 11 ноября 1969 года к Брежневу: 
По литературным делам мне хотелось бы сказать об одном: сейчас вокруг романа Вс. Кочетова «Чего же ты хочешь?» идут споры, разногласия. Мне кажется, что не надо ударять по Кочетову. Он попытался сделать важное и нужное дело, приёмом памфлета разоблачая проникновение в наше общество идеологических диверсантов. Не всегда написанное им в романе — на должном уровне, но нападать сегодня на Кочетова вряд ли полезно для нашего дела. Я пишу об этом потому, что уже находятся охотники обвинить Кочетова во всех грехах, а — по моему мнению — это будет несправедливо.
Точная реакция Брежнева на записки группы академиков, Шолохова и Голикова по вопросу о романе Кочетова неизвестна. Судя по всему, генсек глубоко вникать в проблему не стал, передоверив окончательное решение вопроса Суслову и Демичеву. Со слов Идашкина (помощника Кочетова) известно, что Брежнев звонил Кочетову и сказал, что «прочитал роман с интересом, но там поставлены весьма непростые вопросы и, прежде чем их обсудить с автором, у генсека появилась, как он сказал, потребность внимательно перечитать роман». Но ни встречи, ни звонка Брежнева более не последовало.
Секретарь ЦК Демичев в частной обстановке якобы ругал роман: «Роман Кочетова — антипартийное произведение. Читаю последнего в уборной, но нерегулярно».
Суслов запретил обсуждение романа в советской печати. По мнению историка Михаила Золотоносова это был страх Суслова, связанный со слишком радикальными высказываниями по любым поводам.
Составители близкого к Эрнсту Генри «Политического дневника» утверждали: 
Хорошо известно, что у Кочетова имеются очень влиятельные покровители. Среди людей, которые летом нынешнего [1969] года читали рукопись романа Кочетова и дали ему зелёную улицу, называют Полянского. Давно известно о поддержке Кочетова в Московском горкоме партии особенно [вторым секретарём МГК КПСС] Шапошниковой.
Секция прозы ССП СССР приняла решение провести 17 декабря 1969 года обсуждение романа, но «вышестоящие инстанции» запретили это заседание и оно не состоялось.
Однако роман Кочетова обсуждался на пленуме комиссии по критике и литературоведению правления Союза писателей РСФСР 3-4 февраля 1970 г., о чём сообщила «Литературная газета».
В течение ноября и декабря 1969 года неизменно пресекались попытки выступлений по поводу романа Кочетова на партийных собраниях московских и ленинградских писателей; в журнале «Юность» была снята рецензия (отрицательная) на роман Кочетова.
Только в «Литературной газете» появилась одна, весьма традиционная («Где автор видел подобное? У нас ведь растёт идейно здоровая молодёжь!») и «в целом отрицательная» рецензия Ю. Андреева. Сходной критике подверг кочетовский роман Евгений Евтушенко, выступив на Пятом съезде писателей СССР 1 июля 1971 года:
И вызывает горестное удивление, когда один взрослый и опытный в своём роде писатель в одном печально нашумевшем романе пытается показать нашу советскую молодёжь как сборище духовных валютчиков, а молодых советских поэтов — получающими темы для стихов в постели американской шпионки. Лицо любого поколения и общества в целом никогда не могут определять отщепенцы и выродки. Лицо любого поколения и общества всегда определяют лучшие представители этого поколения и этого общества. И если появляется какой-нибудь один-другой духовный валютчик, духовный власовец, то истинный художник не имеет права плюрализировать этот факт, волей-неволей проецируя его на интеллигенцию в целом и этим, кстати, компрометируя самого себя, так как подразумевается, что писатель как-никак должен быть интеллигентным. (Аплодисменты).
Публикация романа «Чего же ты хочешь?» в 9—11 номерах журнала «Октябрь» за 1969 год выстроила очереди за этим журналом («уже в киосках не достать № 9»;
«экземпляры журнала рвали из рук, текст размножали средствами малой полиграфии, оттисками спекулировали»; «Журнал „Октябрь“ расхватывают, чего никогда не случалось в прошлом»), ни одно московское издательство не решалось выпустить его отдельной книгой. Вскоре журнальный вариант романа был издан в виде книги в Риме (с «едким» предисловием Витторио Страды, который переслал один экземпляр этого издания автору: в предисловии Кочетов назывался «фашистом», упоминалась «культурная революция» в Китае, проводилась параллель между советским и царским режимом), в Лондоне, и в Шанхае, а книжный вариант — в Белоруссии. По словам Кочетова тираж белорусского издания не дошёл до большинства российских читателей, поскольку был скуплен, а по сути конфискован, ЦК КПСС по указанию одного из членов Политбюро (вероятно, Суслова или Андропова). Не попал этот роман и в изданное в 1989 году собрание сочинений Кочетова — не допустила цензура.
В 1970 году планировалась постановка пьесы в театре Станиславского, но этого не случилось.

### Последний роман, самоубийство и реакция на него
«Молнии бьют по вершинам» — незавершённый роман Кочетова, в котором он на примере некоторых нравов зиновьевского партийного руководства Ленинграда пытался осудить культ Брежнева, нанести удар по режиму личной власти. По мнению Идашкина, читавшего бескупюрную рукопись, там звучат темы идейно-нравственной чистоты, опасности перерождения кадров, культа личности руководителей. Как вспоминает Идашкин, «воцарявшиеся в стране брежневские порядки Кочетов категорически не принимал». Роман удалось опубликовать только в 1983 году, после смерти Брежнева.
4 ноября 1973 года Кочетов покончил жизнь самоубийством на даче в Переделкино, застрелившись из именного пистолета Walther 7,62. По мнению ряда источников, Кочетов принял решение добровольно уйти из жизни, испытывая тяжёлые мучения в результате злокачественного заболевания (липосаркома на внутренней стороне бедра).
В печати по настоятельному требованию Суслова появилось сообщение только о скоропостижной смерти писателя: «Не будем увеличивать число самоубийц в русской литературе», — заключил Суслов; в официальном некрологе также не упоминался последний опубликованный роман писателя. The New York Times опубликовала свой некролог «консервативному советскому писателю».
Кочетова похоронили в Москве на Новодевичьем кладбище (участок № 7).

## Семья
- Жена — Вера Андреевна Кочетова (1914—2001[121]), в первом браке жена Л. Кудреватых, издательский работник, журналист, в 1930-е годы работала в Горьковской областной газете.
  - Сын — Андрей Всеволодович Кочетов (1942—2017), журналист-международник, окончил МГИМО, в течение нескольких лет работал в Таиланде, затем — в центральном аппарате Министерства иностранных дел СССР, в редакциях журналов «Журналист» и «Советский экран». Его жена — Элеонора Карловна Кочетова (урожд. Вайно; род. в 1945), дочь советского партийного деятеля К. Г. Вайно. У них сын (внук В. А. Кочетова) Андрей Андреевич Кочетов (род. 1969).

## Государственные награды
- медаль «За оборону Ленинграда» (22 сентября 1942)[122];
- орден Красной Звезды (31 августа 1944)[5];
- медаль «За победу над Германией в Великой Отечественной войне 1941—1945 гг.» (9 мая 1945)[123];
- Два ордена Ленина (03.02.1962; 28.10.1967)[источник не указан 865 дней];
- орден Октябрьской Революции (04.02.1972)[источник не указан 865 дней].

## Память

Гончарная ул., д. 26

Памятник В. А. Кочетову в Великом Новгороде

В Москве Кочетов жил в сталинском доме по адресу ул. Гончарная, д. 26. На доме установлена мемориальная доска.
Дача Кочетова в Переделкино (улица Довженко, д. 13) отошла обозревателю «Литературной газеты» Анатолию Рубинову, который приватизировал её во время перестройки; позднее дачный дом сгорел.
С 1977 года в Новгороде, родном городе В. А. Кочетова, в день рождения писателя стали проводиться (раз в пять лет) Кочетовские чтения.
В 1986 году на Ленинградской студии документальных фильмов снят документальный фильм «Всеволод Кочетов», режиссёр Николай Ключников, автор сценария Юрий Идашкин (с большими неавторизованными отклонениями от сценария).
В Великом Новгороде одна из улиц названа его именем, там же установлен памятник писателю.

### Отклики последних лет
Участник нашумевшего альманаха «Метрополь» писатель Евгений Попов с иронией замечает: 
Трагедия Всеволода Кочетова заключалось в том, что он был на редкость настоящим советским писателем, о котором даже и не мечталось партии в её сладких идеологических дрёмах. Кочетов всё воспринимал слишком всерьёз в то странное время, когда уже подмигивал своим ревизионистским оком Никита Хрущёв, разоблачивший Сталина, которому прежде верно служил; когда медленно наливался, как прыщ, багровый брежневский „зрелый социализм“, лопнувший в 1991 году». И дальше: «Примечательно, что тупое и бездарное это сочинение [роман „Чего же ты хочешь?“] смутило даже правящих тогда нашей страною большевиков, ибо верный, но недалёкий их слуга, сам того не понимая, подложил им изрядную свинью, простодушно высказав „с последней прямотой“ всё, что он думает о мире, окружающем его и СССР».
Писатель Вадим Скуратовский отмечает эволюцию Кочетова: 
Всеволод Кочетов, поначалу писавший о колхозниках и рабочих, начиная с первого своего послесталинского романа «Молодость с нами» (1954), посвящённого уже советской служилой интеллигенции, становился едва ли не «поэтом» специфической среды в этой «интеллигенции». Это именно мелкая и средняя номенклатурная «буржуазия», как она - и социологически, и психологически - сложилась в самые последние сезоны сталинской диктатуры и в самые последние «дооттепельные» сезоны уже после сталинской смерти. Сословие, вполне довольное собой и своей участью, зорко стерегущее и своё место в мире, и то, что можно было понять как то или иное посягательство на это место.
Современный леворадикальный журнал «Враг капитала» пишет: 
Беда Всеволода Анисимовича заключалась в том, что, будучи сталинистом, он мог только писать о симптомах разложения высших страт советского общества, но причины этого явления для него сводились исключительно к проискам внешних врагов. <…> Да и ответов на вызовы времени у Кочетова нет. Его „положительные“ персонажи не слишком убедительны в дискуссии, а „злодеи“ терпят неудачу исключительно из-за собственных ошибок.
Историк Илья Будрайтскис отмечает моральный антиамериканизм Кочетова: 
У Кочетова Америка проникает как вирус в советское общество, иммунитет которого серьёзно ослаблен. Нараставший кризис советского общества (отдельные проявления которого — такие, как рост теневой экономики и разочарование в социализме — на самом деле были верно описаны в романе Кочетова) антиамериканизм объяснял как следствие внешней причины, тайной войны с целью морального разложения советского человека, организованной ЦРУ. Поздне-советский моральный антиамериканизм не только не объяснял природу внутренних противоречий советского общества, которые привели к его концу, но и сам был их проявлением».
По мнению историка Михаила Золотоносова, Кочетов предъявлял к власти завышенные требования, которые власть не решалась выполнять. Сама его биография показывает, как вся жизнь человека прошла в борьбе. И сейчас роман «Чего же ты хочешь?» читается как некое пособие или реализованный проект, с обратным знаком использованный. Это не просто роман, это роман-предсказание.
Журналист Денис Драгунский полагает, что Кочетов написал ответ Булгакову — полемическую, советско-коммунистическую версию «Мастера и Маргариты». Про то, как в Москву проник нечистый и чем это кончилось — посрамлением диавола, естественно. Булгаковской стае Воланда, залетевшей в Москву, у Кочетова соответствует заезжая группа идеологических диверсантов во главе с исчадием ада Уве Клайбергом. Есть там и свой Коровьев, и Азазелло, и даже своя Гелла. Бедному и благородному Мастеру — носителю высшей правды и высшего дара, alter ego Булгакова, — соответствует сытый и успешный писатель Булатов, авторское «я» Кочетова. У него тоже есть своя тайная Маргарита (переводчица Ия).
Журналист Олег Кашин сравнивает роман Кочетова с современным российским телесериалом «Спящие» (не вполне корректно, потому что у Кочетова отечественные спецслужбы отсутствуют):
«Спящие» больше похожи на скандальный роман 1969 года «Чего же ты хочешь?» Всеволода Кочетова – современники тоже думали, что это заказ Кремля или КГБ, но, судя по последующим разгромным рецензиям и отсутствию переизданий, ультралоялист Кочетов действовал сам. В его романе по шестидесятнической Москве, почти как в «Мастере и Маргарите», шныряла группа загадочных гостей в составе старого эсэсовца, белоэмигранта, проститутки и американского спецназовца. Их прислало ЦРУ для идеологических диверсий, и они быстро нашли в Москве множество не называемых по именам, но легко узнаваемых союзников, от славянофила Солоухина до либерала Окуджавы. Ни Суслов, ни Андропов не заказывали Кочетову такого романа, но это и не имело значения – коллективное бессознательное советских консерваторов автор «Чего же ты хочешь?», будучи убеждённым советским патриотом, описал подробно и жутко.
Левый публицист Илья Смирнов относит Кочетова к консерваторам: «Пуришкевич, Кочетов, Дугин – консерваторы в ассортименте»

Либеральный видеоблогер Максим Кац сказал: 
Был в советские годы один совершенно одиозный роман, вся художественная ценность которого сводится лишь к его названию. Книга точно не стоит прочтения, но её стоит купить просто чтобы обложка с заголовком постоянно была перед глазами. «Чего же ты хочешь?» написано на обложке.
«Чего же ты хочешь?» — это вопрос, который сейчас нужно ставить перед собой каждому думающему человеку.

## Сочинения
- Дозор (стихотворение), 1934.
- На невских равнинах (повесть), 1946.
- Предместье (повесть), 1947.
- Кому светит солнце (повесть), 1949 (новый вариант — «Профессор Майбородов», 1961).
- Черты характера (сборник рассказов). — Л.: Лениздат, 1949.
- Под небом родины (роман), 1950 (новый вариант — «Товарищ агроном», 1961).
- Журбины (роман), 1952 (экранизация в 1954 году — «Большая семья»).
- Молодость с нами (роман), 1954.
- Братья Ершовы (роман), 1958.
- Руки народа. Из китайского дневника. — М.: Советский писатель, 1961.
- По двум тысячелетиям. Поездка в Италию. — М.: Молодая гвардия, 1961
- Секретарь обкома (роман), 1961 (экранизирован в 1963 году).
- Улицы и траншеи. Записи военных лет, 1965. (здесь под именем Веры Горбылёвой изображена жена Кочетова Вера Андреевна[124])
- Встречи добрые и недобрые. — М.: Правда, 1966
- Остров бурь. — М.: Молодая гвардия, 1967
- Угол падения (роман), 1967 (экранизация в 1970 году — «Угол падения»).
- Итальянские странички. — М.: Правда, 1968
- Чего же ты хочешь? (роман), 1969. Переиздание книжным магазином «Циолковский» в 2021 г.
- Публицистика. Воспоминания современников, 1976.
- Эстафета поколений (статьи, очерки, выступления, письма), 1979.
- Искусство жить. — М.: Современник, 1979
- Молнии бьют по вершинам (роман), 1983.

### Издания
- Романы и повести (в 2 томах). — Ленинград: Лениздат, 1961. — 50 000 экз.
- Избранные произведения в 3 томах. — М.: Художественная литература, 1962. — 100 000 экз.
- Собрание сочинений в 6 томах. — М.: Художественная литература, 1973—1976. — 150 000 экз.
- Избранные произведения в 3 томах. — М.: Художественная литература, 1982. — 100 000 экз.
- Собрание сочинений в 6 томах. — М.: Художественная литература, 1987—1989. — 100 000 экз.

## Экранизации
- 1954 — «Большая семья» — по роману «Журбины» 1952 года.
- 1963 — Секретарь обкома — по одноимённому роману 1961 года.
- 1970 — «Угол падения» — по одноимённому роману 1967 года.
- 1978 — «Молодость с нами» — по одноимённому роману 1954 года.